# تورين
طرونية أو تورين (بالإنجليزية: Touraine)‏ (النطق بالفرنسية: [tuʁɛn]) هي إحدى مقاطعات فرنسا التقليدية. كانت عاصمتها تور. أثناء إعادة التنظيم السياسي للأراضي الفرنسية في عام 1790، تم تقسيم تورين بين أقاليم أندر ولوار ولوار وشير وأندر وفيين.

## جغرافيا
يمر بها نهر لوار وروافده شير وإندري وفيين، تشكل تورين جزءًا من حوض باريس الغربي. تشتهر بزراعة الكروم. يمر بها نظام القطار فائق السرعة TGV، الذي يربط تور بباريس (على بعد 200 كيلومتر) في غضون ما يزيد قليلاً عن ساعة، مما جعل تورين مكانًا لإقامة الأشخاص الذين يعملون في العاصمة الفرنسية ولكنهم يبحثون عن نوعية حياة مختلفة.

## تاريخ
أخذت تورين اسمها من قبيلة كلتية تسمى تورونيس، والتي سكنت المنطقة منذ حوالي ألفي عام. في عام 1044، تم منح سيطرة تورين إلى انجيفينس، الذين أصبحوا (تحت آل بلانتاجينت) ملوك إنجلترا في عام 1154، وكانت قلعة شينون أكبر معقل لهم. في عام 1205، استعاد فيليب الثاني أوغسطس تورين. في هذا الوقت، حُولت تورين إلى دوقية ملكية. في عام 1429، عقد القديس جان دارك لقاء تاريخي مع ملك فرنسا المستقبلي شارل السابع في شينون. خلال أواخر القرنين الخامس عشر والسادس عشر، كانت تورين مقر الإقامة المفضل للملوك الفرنسيين، وجرى تحويل القلاع المظلمة والقاتمة إلى قصور عصر النهضة ؛ لهذا السبب أطلق على المنطقة اسم «حديقة فرنسا». أصبحت هذه القصور نفسها مناطق جذب سياحي شهيرة في العصر الحديث. أصبحت الدوقية الملكية مقاطعة في عام 1584، وتم تقسيمها إلى أقسام في عام 1790.

## معالم
تحوي تورين العديد من القصور: مثل تلك التي في امبواز، أزاي لو ريدو، شينونسو، شينون، لانجييه، لوش وفيلاندري.

## ملحوظون
- ديكارت رينيه
- فرانسوا رابليه
- ألفريد دي فيني
- أونوريه دي بلزاك
- رينيه بويلسف
- جان ثوريل
- جاكلين دي ميلي
- بيتر دي روش
- توفي ليوناردو دافنشي في أمبواز عام 1519
- أرشيبالد دوغلاس، إيرل دوغلاس الرابع، دوق تورين، قائد جيش اسكتلندا في فرنسا خلال حرب المائة عام